# Montagudet
Montagudet település Franciaországban, Tarn-et-Garonne megyében. Lakosainak száma 197 fő (2022. január 1.). Montagudet Lauzerte, Miramont-de-Quercy, Montbarla, Saint-Amans-de-Pellagal és Touffailles községekkel határos.

## Népesség
A település népességének változása:
| Lakosok száma | 208  | 194  | 197  | 197  | 196  | 194  | 193  | 194  | 197  |
|               | 2013 | 2015 | 2016 | 2017 | 2018 | 2019 | 2020 | 2021 | 2022 |